# اناک وست
اناک وست (انگلیسی: Enoch West؛ ۳۱ مارس ۱۸۸۶ – ۱۹۶۵ (۷۸−۷۹ سال)) بازیکن فوتبال اهل بریتانیا بود.
از باشگاه‌هایی که در آن بازی کرده‌است می‌توان به باشگاه فوتبال شفیلد یونایتد، باشگاه فوتبال ناتینگهام فارست، و باشگاه فوتبال منچستر یونایتد اشاره کرد.